# Lærdals kommun
Lærdals kommun (norska: Lærdal kommune) är en kommun i landskapet Sogn i Vestland fylke i västra Norge. Kommunens centralort är tätorten Lærdalsøyri. I byn Borgund finns Borgunds stavkyrka.
Tidigare har kommunen tillhört dåvarande Sogn og Fjordane fylke.

## Administrativ historik
Lærdals kommun upprättades den 1 januari 1838 (som Leirdal formannskapsdistrikt) när Formannskapslovene från 1837 trädde i kraft. Kommunen omfattade då större delen av nuvarande Lærdals kommun samt hela nuvarande Årdals kommun.
1863 och 1864 bröts Årdals kommun respektive Borgunds kommun ut ur kommunen. Den återstående delen omfattade i stora drag den västra delen av nuvarande Lærdals kommun och hade 2 777 invånare efter de båda delningarna.
Den 1 januari 1964 gick Borgunds kommun samt en del av Årdals kommun (gårdarna Muggeteigen med husmansplatserna Luggenes och Bergmål på Aspevikstranda) upp i Lærdals kommun. Kommunen ökade då från 1 755 invånare före sammanslagningen till 2 258 invånare efter.
Den 1 januari 1992 överfördes ett bebott område (grundkrets 0205 Frønning med 32 invånare) från Leikangers kommun till Lærdals kommun.

## Tätorter
I Lærdals kommun finns en tätort:
- Lærdalsøyri (centralort)

## Socknar
Inom Norska kyrkan motsvaras Lærdals kommun av Lærdals socken i Sogns prosteri i Bjørgvins stift.

## Bilder

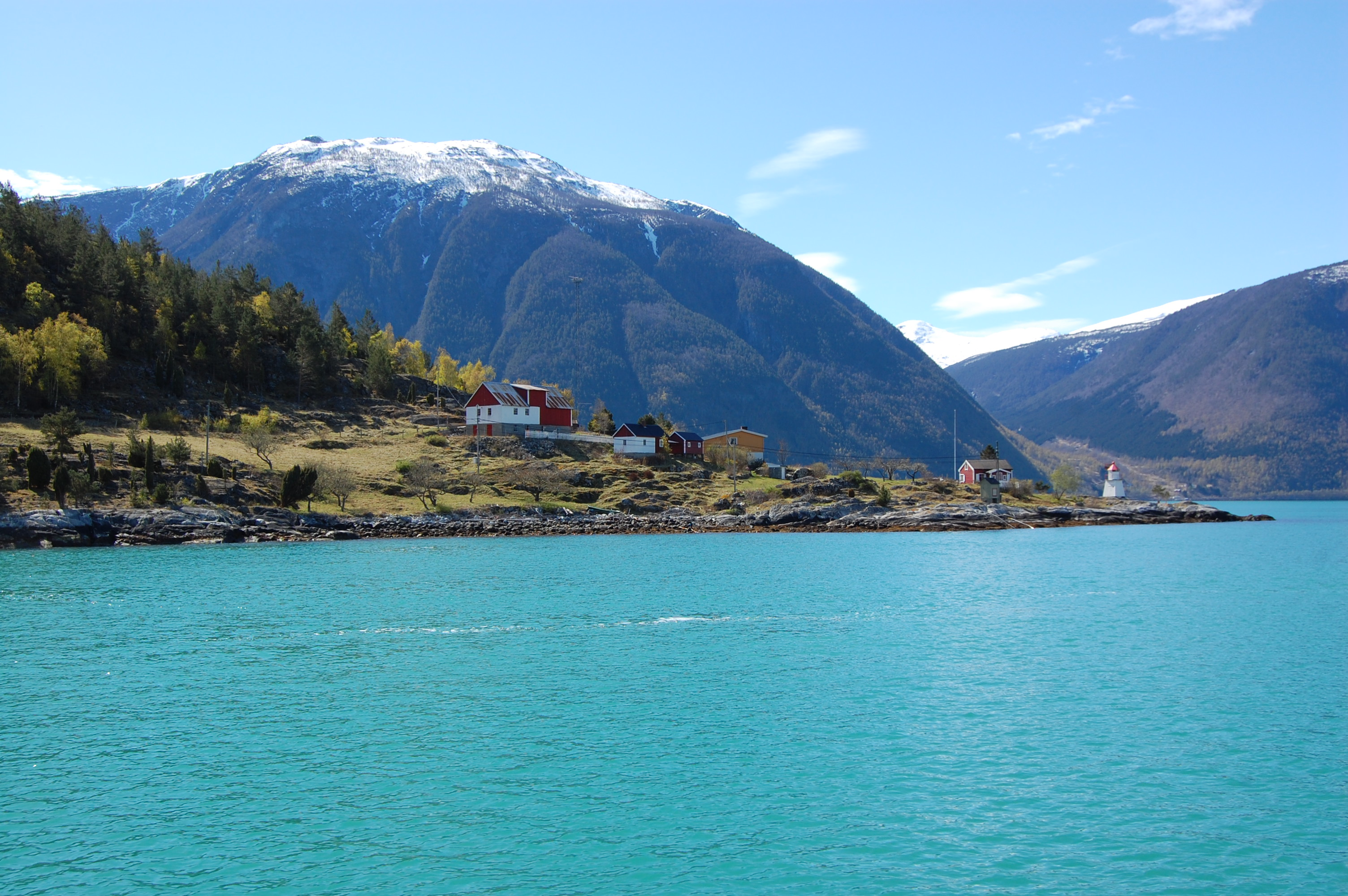
Fodnes vid Sognefjorden.
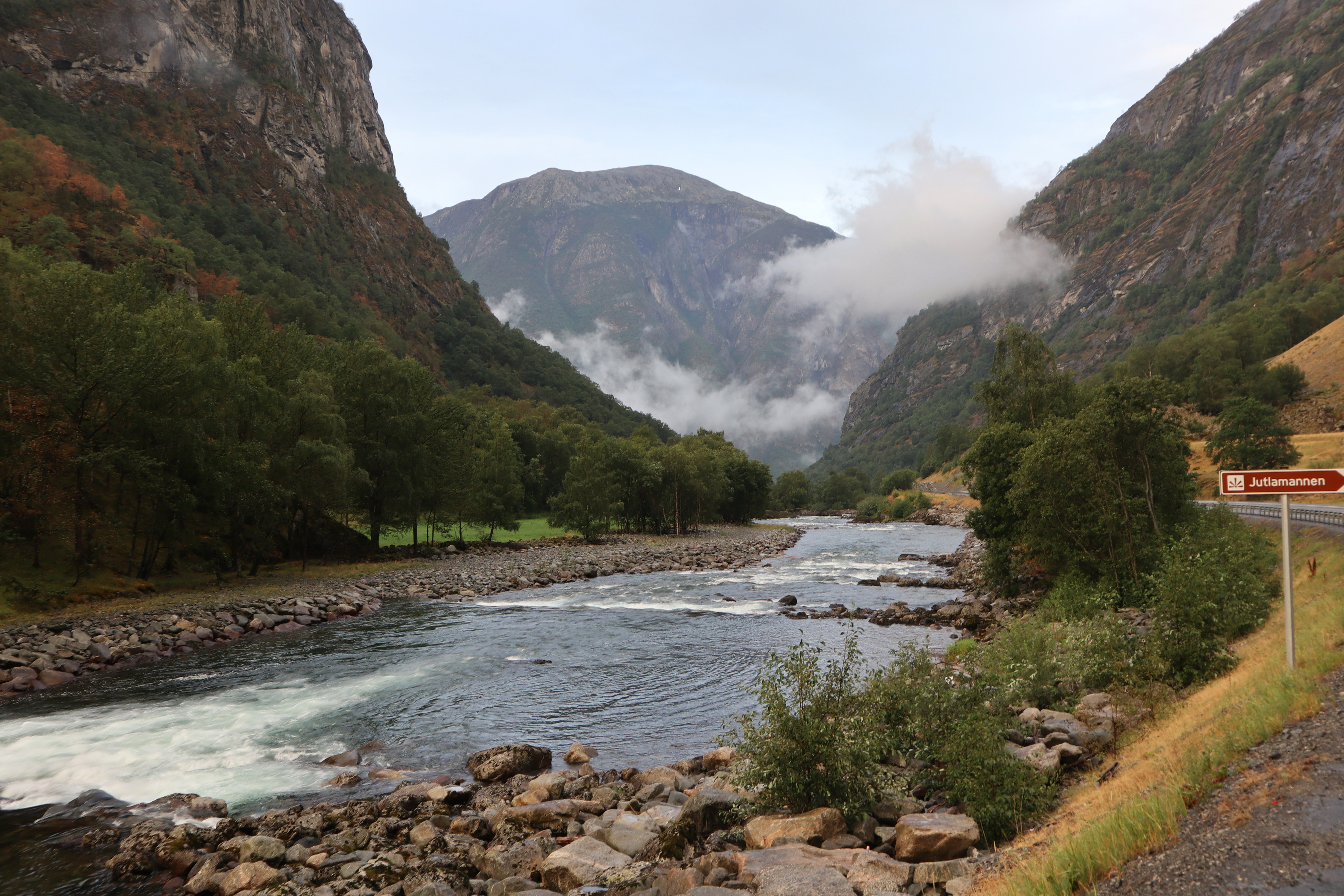
Älven Lærdalselvi i Lærdalen.
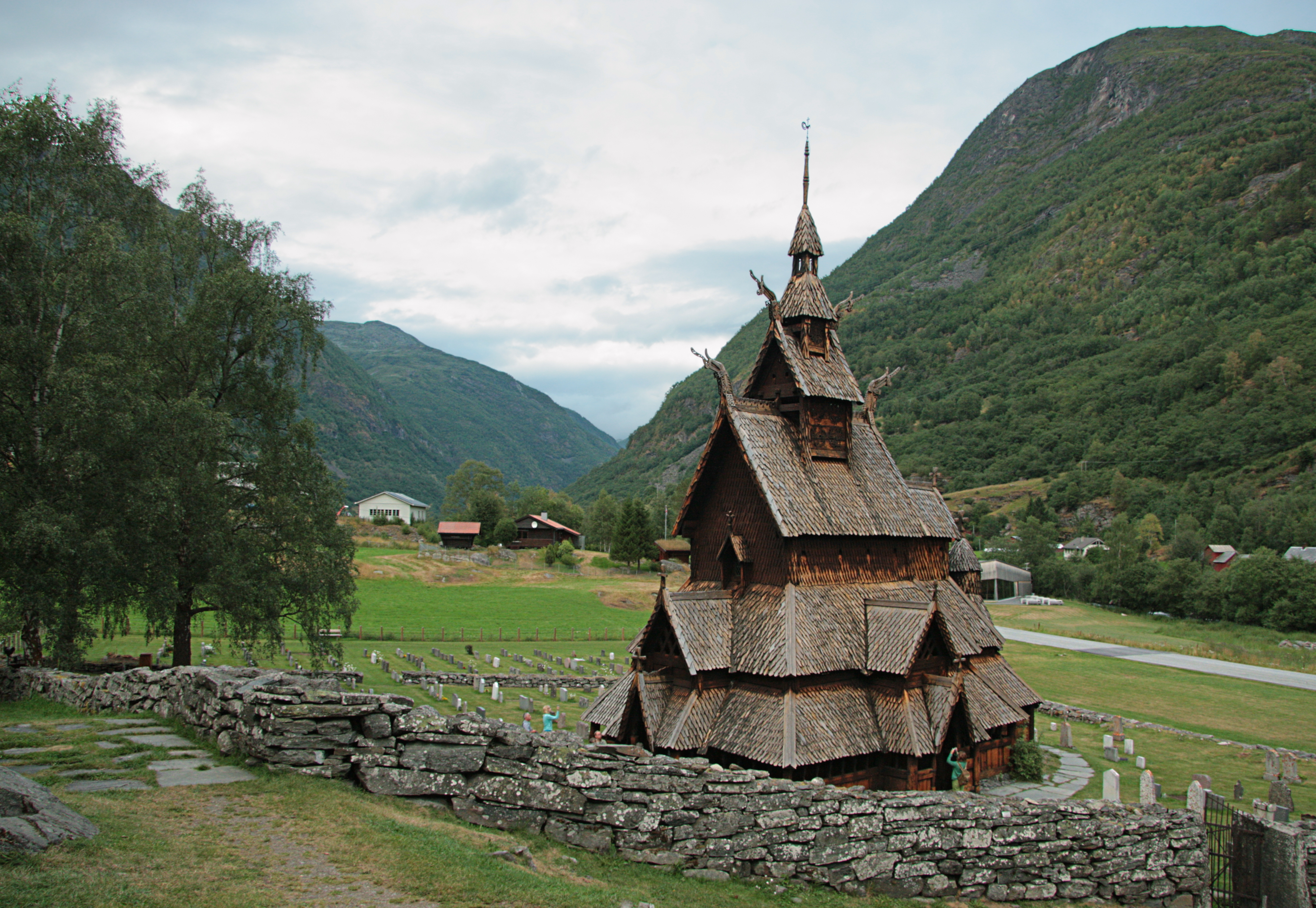
Borgunds stavkyrka i Borgund.